# Massicciata
Una massicciata è una costruzione composta di pietrisco, sassi o altro materiale incoerente poggiante su terreno naturale, terrapieno o struttura artificiale (ponti, viadotti), usata come base di appoggio per strutture quali pavimentazioni/solai, o infrastrutture quali strade e ferrovie.

## Concetto di massicciata
Il concetto principale della massicciata è garantire una base di appoggio solida e livellata per strutture che devono poggiarvi sopra. La necessità della massicciata nasce dal fatto che i terreni sono spesso poco adatti a sostenere in modo uniforme e duraturo strutture orizzontali quali pavimenti, binari ferroviari, lastre di pietra o asfalto liquido. I terreni naturali presentano infatti avvallamenti più o meno consistenti, sono umidi, spesso cedevoli, ricchi di vegetazione e altro materiale organico, non costanti nella composizione (presenza di sassi, o zone composte da materiali differenti con differente capacità di sostenere del peso) e, soprattutto, soggetti a modificare la propria struttura con la presenza di agenti atmosferici quali piogge, alluvioni, venti e altro ancora.
Una strada in terra battuta è più scomoda di una strada lastricata perché se piove diventa impraticabile; se non percorsa assiduamente può essere invasa dalla vegetazione (specie nei boschi) e scomparire. Questi erano i difetti delle strade medievali.
La massicciata, inoltre, protegge la struttura dall'umidità e dallo slavamento perché, essendo composta da pietrisco di medio e grosso taglio, lascia passare l'acqua al di sotto del piano di calpestio del manufatto e la lascia disperdere nel terreno sottostante, o la raccoglie finché non evaporerà naturalmente. Per una strada questa protezione si traduce in uno scarso rischio di formazione di pozzanghere d'acqua e nella scarsa probabilità di formazione di buche; per un solaio di civile abitazione, si traduce in ambienti più salubri (perché meno umidi) e più duraturi (l'umidità è dannosa per le strutture che la possono assorbire).

## Struttura di una massicciata

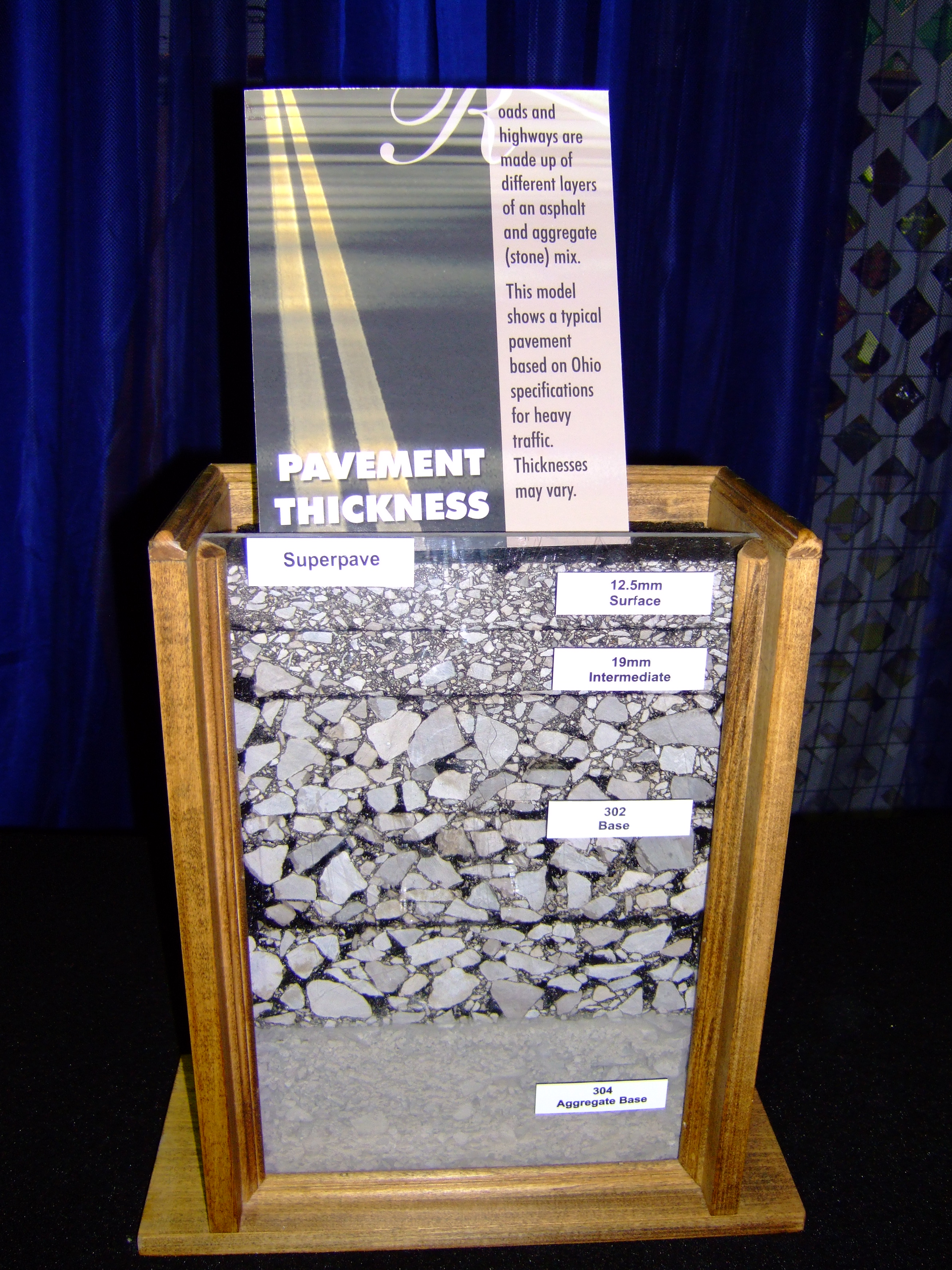
Stratigrafia di una massicciata stradale

Una buona massicciata è formata da più strati di materiali diversi. Anzitutto, si deve preparare il terreno per la posa: si deve rimuovere la parte superficiale di terra (limo) che, in genere, è poco compatto, incoerente e ricco di vegetazione o piccoli animali, fino a raggiungere uno strato del terreno più compatto (basta a volte uno scavo di una decina di cm). Il terreno raggiunto viene quindi spianato (difficilmente si trovano alla stessa quota delle porzioni ampie di terreno) secondo le necessità del progetto e viene battuto.

Su questo strato di terra battuta, ancora priva di vegetazione, si posa un primo strato di pietrisco di grosso taglio (massi di pietra calcarea, granitica o basaltica di diametro approssimativo di 10–30 cm). Su questo strato, poi si posano strati di pietre via via di dimensioni minori, fino ad ottenere un piano di pietrisco fine.

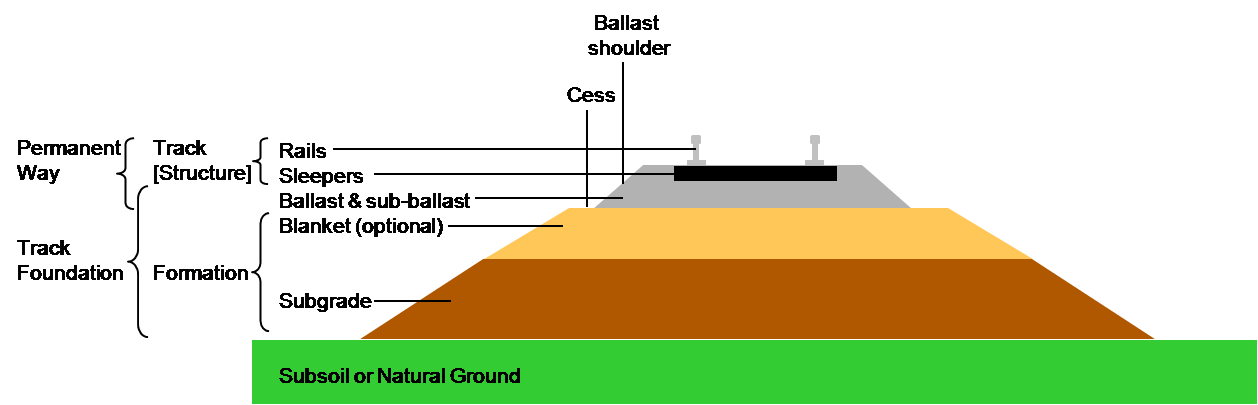
Massicciata ferroviaria

A seconda delle esigenze, su quest'ultimo strato si possono applicare diversi materiali: della sabbia fine per allettare pavimentazioni esterne (come le strade a lastroni romane); una gettata di magrone per creare un piano di posa per una camera ventilata o una pavimentazione esterna in piastrelle, una soletta armata di calcestruzzo, uno spesso strato di pietrisco su cui poi posare sopra binari ferroviari (nel qual caso il pietrisco viene chiamato in lingua inglese track ballast, zavorra per il binario), o anche altri materiali.
Prima di questi strati superiori possono essere applicati altre stratificazioni, come guaine impermeabilizzanti, geo-tessuti, o materiali termoisolanti.

## Ruolo della massicciata
Nella vita della struttura completa, la massicciata assume il ruolo di mettere in contatto il manufatto con il terreno, al quale dovranno arrivare le sollecitazioni del manufatto (i carichi verticali, o pesi). La massicciata garantisce riparo alla struttura dall'umidità e fornisce un piano di posa stabile per gli elementi strutturali portanti.
Viene utilizzata sempre per realizzare ancora oggi strade che sono a contatto del terreno, le ferrovie e i letti di canalizzazioni artificiali. Spesso si usa per realizzare la base di appoggio dei solai del piano terra dei palazzi. Più raramente è utilizzata per creare dei letti di fondazione per edifici.

## Non è una massicciata
Spesso si utilizzano delle stratificazioni di pietrisco annegate nel terreno per far defluire l'acqua: si trovano a ridosso delle pareti verticali degli edifici che hanno una parte interrata, oppure si trovano in pozzi scavati nel mezzo di un terreno. Questi manufatti non sono massetti ma vespai drenanti. Spesso hanno la stessa tecnica costruttiva ma si differenziano nella funzione: la massicciata serve non solo per drenare l'acqua (è uno dei ruoli principali), ma anche per fare da sostruzione a strutture superiori. Se manca questa seconda funzione sono solo strutture drenanti in generale o, appunto, vespai.